# Rafael Merán
Rafael Adolfo German Merán (geboren am 30. Juli 1987) ist ein dominikanischer Bahn- und Straßenradrennfahrer.
Rafael Merán gewann 2006 die Pre-Vuelta Independencia und eine Etappe bei der Vuelta a la Independencia Nacional. Im nächsten Jahr gewann er bei der Panamerikameisterschaft in Valencia auf der Bahn die Bronzemedaille in der Mannschaftsverfolgung. Auf der Straße gewann er zwei Etappen bei der Copa Cero de Oro, wo er auch Gesamterster wurde. Außerdem gewann er ein Teilstück bei der Vuelta al Valle del Cibao und er wurde dominikanischer Vizemeister im Zeitfahren. 2008 gewann Merán das Eintagesrennen Batalla 30 de Marzo.

## Erfolge – Straße
2006
- eine Etappe Vuelta a la Independencia Nacional

2016
- Mannschaftszeitfahren Vuelta a la Independencia Nacional

2017
- Mannschaftszeitfahren Vuelta a la Independencia Nacional